# 라파엘 그로시
라파엘 마리아노 그로시(Rafael Mariano Grossi, 1961년 1월 29일~)는 아르헨티나 외교관이다.
그는 2019년 12월 3일부터 국제원자력기구 (IAEA) 사무총장을 맡고 있다. 그는 이전에 오스트리아 주재 아르헨티나 대사였으며 슬로베니아, 슬로바키아 및 오스트리아 빈에 기반을 둔 국제기구(2013-2019)와 동시에 근무했다.

## 생애

### 청장년기 시절
1983년에 그는 아르헨티나 교황청 가톨릭 대학교 에서 정치학 학사학위를 취득했고, 1985년에 그는 아르헨티나 외교부에 입부하였다. 1997년에 그는 제네바대학교 와 국제 개발 연구 대학원에서 역사학, 국제관계학, 국제정치학 석사 및 박사 학위를 취득했다.

## 경력

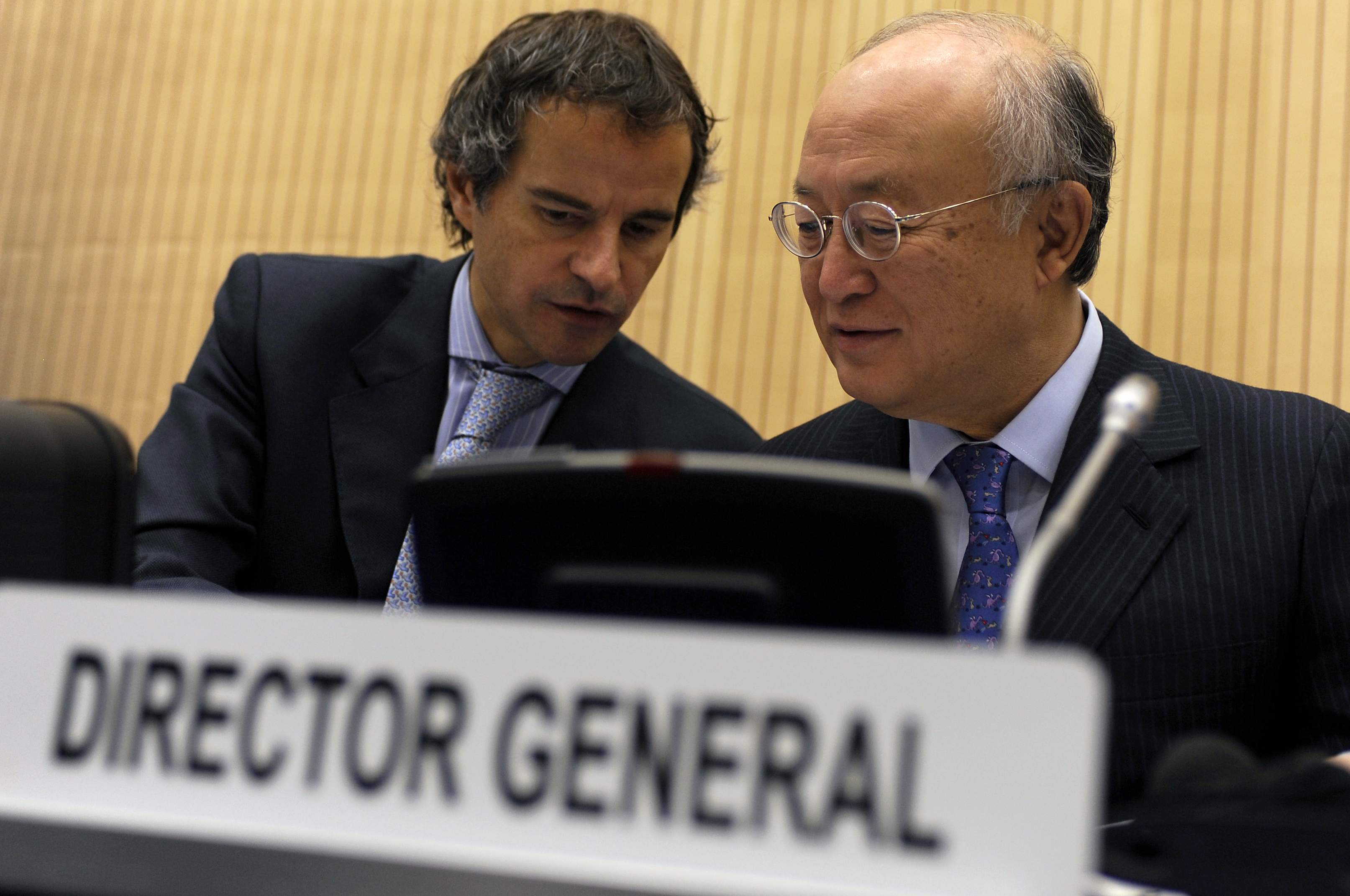
2011년 그로시와 전직 IAEA 사무총장 아마노 유키야.

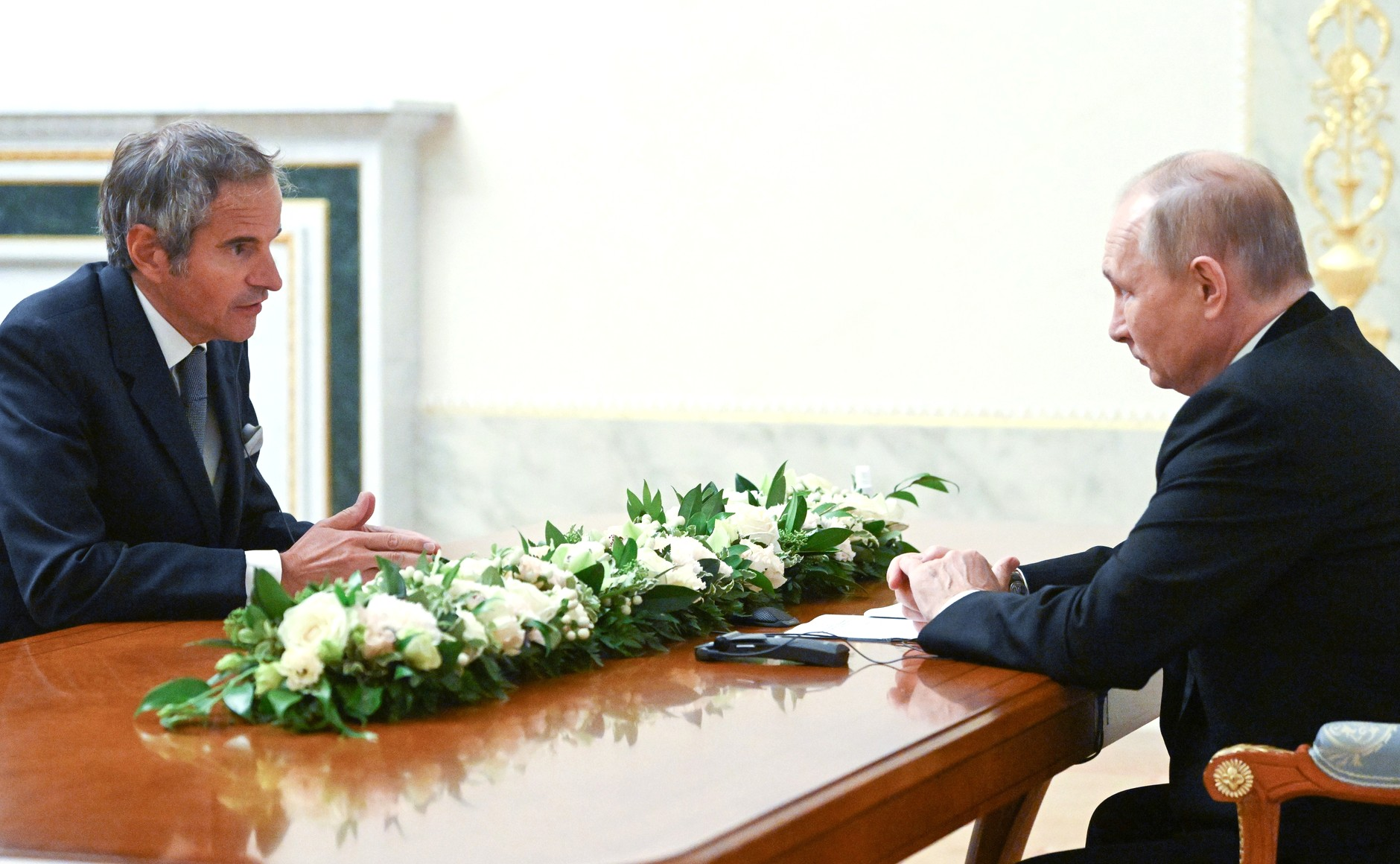
2022년 10월 11일 블라디미르 푸틴 러시아 대통령과 그로시 사무총장.

라파엘 그로시는 아르헨티나 외교부와 INVAP가 협력하는 동안 핵 정책 분야에서 일하기 시작했다. 1997년부터 2000년까지 그는 국제 무기 등록에 관한 유엔 정부 전문가 그룹의 회장을 역임했으며 나중에 군축에 관한 유엔 사무차장 보좌관이 되었다.
2002년부터 2007년까지 그는 국제원자력기구(International Atomic Energy Agency) 와 화학무기금지기구(Organization for the Prohibition of Chemical Weapons)의 사무총장을 역임했다. 그로시는 유엔에서 근무하는 동안 북한의 핵 시설을 방문하고 이란 대표들과 여러 차례 회담에 참여하여 핵 프로그램 동결에 합의했다.
아르헨티나 외교부에서 근무하는 동안 그는 아르헨티나 외교부 정치조정국 국장, 벨기에 대사, 제네바 유엔 사무소 아르헨티나 대표를 역임했다. 2010년부터 2013년까지 그는 국제원자력기구의 사무부총장을 역임했으며, 지난해 크리스티나 페르난데스 데 키르히네르 대통령은 그를 슬로바키아와 슬로베니아를 겸임하는, 오스트리아 및 비엔나 주재 국제기구 대사로 임명했다.
2015년 9월 아르헨티나 정부는 라틴 아메리카와 카리브해 지역의 다른 국가들의 지원을 받아 그로시를 IAEA 사무총장 후보로 지명했다고 발표했으나 2016년 마우리시오 마크리 정부는 수사나 말코라의 유엔 사무총장 후보 홍보에 대한 지지를 철회했다. 2016년에는 원자력 공급업체 그룹의 회장을 역임하였다.
2017년 마크리 아르헨티나 대통령은 2020년 개최될 핵무기 비확산 조약 검토 회의의 의장직에 그로시를 지명하겠다고 발표했다

### ARA 산 후안 (S-42)탐색에 기여
2017년 11월 ARA 산 후안 (S-42)이 작전 중 실종된 이후 그로시는 포괄적 핵실험 금지 조약 기구 (CTBTO)의 수중 음향 관측소 기록을 검토하여 ARA 산후안에서 무슨 일이 일어났는지에 대한 단서를 얻기 위한 대안적 수단으로 활용하였다. 그는 CTBTO의 사무총장인 라시나 제르보에게 연락하여 그러한 검토를 하도록 설득했다. 그의 노력은 결실을 맺었으며, CTBTO은 이후 어센션섬 와 크로제 제도의 연락기지에서 잠수함의 마지막으로 알려진 위치 근처에서 "수중 충격 사건"이 발생했다고 보고했다.

### IAEA 사무총장
2019년 8월 2일 그로시는 IAEA 사무총장이 될 아르헨티나 후보로 소개되었다. 2019년 10월 28일 IAEA 이사회는 새 사무총장을 선출하기 위한 첫 번째 투표를 실시했지만, 선출되기 위해 필요한 35명의 IAEA 이사회에서 2/3의 과반수를 확보한 후보자는 없었다. 다음날인 10월 29일 두 번째 투표가 열렸고 그로시는 사무총장 임명에 필요한 23표 중 24표를 얻어 조직을 이끄는 최초의 라틴 아메리카 출신의 사무총장이 되었다. 그는 2019년 12월 3일에 취임했다 2022년 8월 그로시는 IAEA 사찰단을 이끌고 러시아가 점령한 우크라이나 남부의 자포리지아 원자력 발전소를 방문했다. 그로시는 2022년부터 JCPOA 재협상을 위해 이란으로부터 핵물질 정보를 입수해 주목을 받아왔으며, 2022년 9월에도 그는 이란 핵시설 3곳에서 발견된 우라늄 흔적에 대해 계속해서 우려를 표명했다. 그로시는 비엔나에서 열린 기자회견에서 자신이 "정치적 압력을 받고 있다"고 발언했다. 이란은 오랫동안 국방 목적으로 핵무기를 추구한다는 사실을 부인해 왔다. 후쿠시마 원전 오염수 방류로 인해서 한국에서 국제원자력기구에 대한 불만과 의심이 커지고 있는 가운데, 일본 및 한국을 방문하여 국제원자력기구의 후쿠시마 오염수 방류에 대한 입장을 전달하였다.

## 출판물
- Penúltima alianza: el proceso de expansión de la OTAN y el nuevo mapa de la seguridad internacional. Buenos Aires: Grupo Editor Latinoamericano (1999).[18]
- Kosovo, los límites del intervencionismo humanitario. Buenos Aires: Editorial Nuevohacer (2000).[19]